# Ranxeria Mooretown
La ranxeria Mooretown d'indis maidu de Califòrnia és una tribu reconeguda federalment d'amerindis konkow i maidu al comtat de Butte. Els concow o konkow són la branca nord-oest dels maidus que tradicionalment parlaven konkow

## Govern
La ranxeria Mooretown té la seu a Oroville (Califòrnia). La tribu és governada per un consell tribal escollit democràticament; l'actual cap tribal és Gary Archuleta.

## Reserva
La ranxeria Mooretown és una ranxeria reconeguda federalment amb una superfície de 109 acres. Està situada en a comunitat d'Oroville East, un suburbi d'Oroville. Altres comunitats properes són South Oroville i Palermo.

## Desenvolupament econòmic
La tribu posseeix i getiona el Casino Feather Falls, Feather Falls Casino Brewing Company, The Lodge at Feather Falls Casino, KOA Kampground, Feather Falls Mini Mart, i la Feather Smoke Shop, totes situades a Oroville.